# Постникова-Лосева, Марина Михайловна
Мари́на Миха́йловна По́стникова (3 августа 1901, Москва — 22 июня 1985, там же) — советский искусствовед и музейный деятель, одна из создателей науки о русском ювелирном искусстве, доктор искусствоведения (1971), автор более 50 работ. Заслуженный работник культуры РСФСР.

## Биография

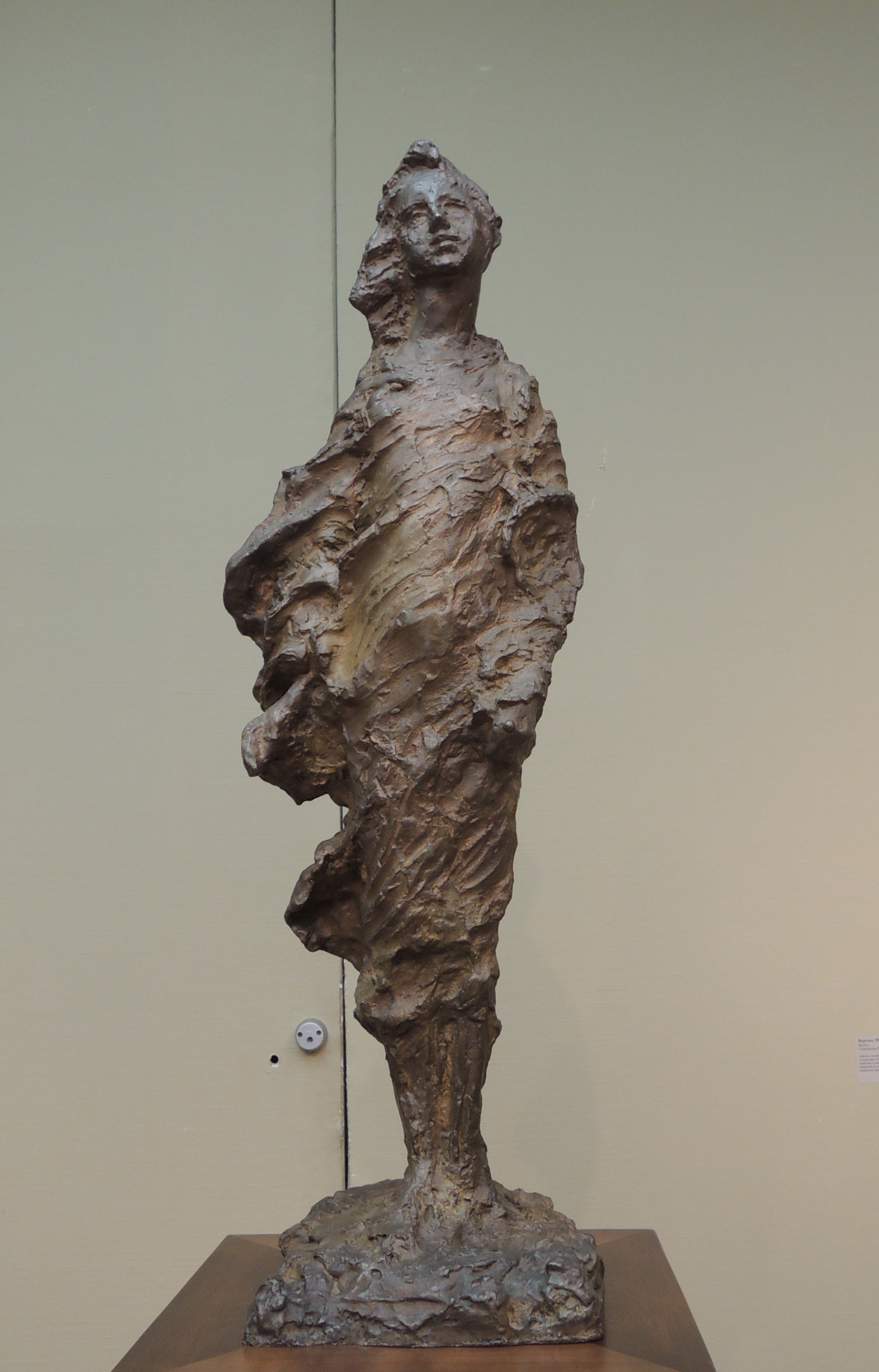
Скульптура А. Голубкиной «Берёзка», моделью к которой послужила юная Марина Лосева

Родилась в семье художницы Евдокии Ивановны Лосевой (урожденной Чижовой, 1881—1936) и ее первого мужа Михаила Лукича Лосева (1851—1912), крупнейшего химика-технолога, почетного гражданина Москвы. Отчим — музейный деятель Николай Дмитриевич Бартрам.
В детские и юношеские годы Марины гостями в их доме бывали К.Ф. Юон, Николай Ге, Александр Блок, Игорь Северянин. Позднее Марина послужила моделью для одной из последних работ скульптора Анны Голубкиной — знаменитой «Берёзки».
В 1919 году окончила Алфёровскую гимназию с золотой медалью. В 1924 году окончила историко-филологический факультет МГУ, отделение теории и истории искусства. Ее научным руководителем был известный искусствовед А. И. Некрасов.

## Научная деятельность
В 1919-1931 годах работала в Оружейной палате в отделе тканей, оружия, драгоценных металлов, участвовала в создании ее первой в советское время экспозиции. В 1922-1929 годах являлась секретарем Ученого совета музея. В 1930 году организовала и возглавила отдел русского серебра, изучала деятельность других художественных мастерских Московского Кремля.
В 1931-1985 годах работала в отделе драгоценных металлов Исторического музея (с 1959 по 1977 годы являлась заведующей отдела), участвовала в эвакуации и спасении музейных ценностей в годы Великой Отечественной войны.
В 1945 году защитила диссертацию на степень кандидата исторических наук «Из истории донского казачества XVIII».
Одна из создателей науки о русском ювелирном искусстве, автор более 50 работ. Автор и составитель многих книг и каталогов: «Русские серебряные и золотые ковши» (1953), «Каталог русских эмалей на золотых и серебряных изделиях собрания Государственного Исторического музея и его филиалов» (1962), «Русское ювелирное искусство, его центры и мастерские» (1974); «Серебряных дел мастера» (1981) и других. Иллюстрировавшие эти книги клейма были прорисованы в основном ею самой.
В 1971 году защитила докторскую диссертацию.
С 1977 года и почти до конца жизни продолжала работать в ГИМе в должности старшего научного сотрудника — консультанта.
В ноябре 1978 года впервые представляла СССР на аукционе Сотбис по распродаже русских серебряных изделий и приобрела там для Исторического музея и Эрмитажа уникальные произведения.
Умерла в Москве, похоронена на Ваганьковском кладбище.

## Семья
Муж (с 1926 года) Александр Васильевич Постников, инженер-путеец, преподаватель Института Инженеров транспорта, репрессирован в 1929 году, умер в лагере в 1932 году.
Сын Михаил (1929—1992), юрист, внучка Мария, правнучка Екатерина.

## Избранные труды
- Постникова-Лосева М. М. Русские серебряные и золотые ковши [Текст] / Под ред. С. Л. Марголина. — М.: Госкультпросветиздат, 1953. — 60 с. — (Труды Государственного исторического музея. Памятники культуры; Вып. 10).
- Постникова-Лосева М. М. и Платонова Н. Г., Изделия из драгоценных металлов (XIX в.)- «Русское декоративное искусство», т. III, М., 1965. С. 100-117.
- Постникова М. Серебряных дел мастер // Наука и жизнь. 1972. С. 89—91.
- Постникова-Лосева М. М. Русское ювелирное искусство, его центры и мастера XVI-XIX вв. [Текст]. - М.: Наука, 1974. — 371 с.
- Постникова-Лосева М. М. Русская золотая и серебряная скань. М.: Искусство, 1981. — 287 с.